# Léo Henry
Pour les articles homonymes, voir Henry.
 (octobre 2012).
Léo Henry, né le 9 septembre 1979 à Strasbourg, est un écrivain français de littératures de l'imaginaire (fantastique, science-fiction, fantasy), scénariste de bande dessinée et de jeux de rôles. Il explore également les narrations numériques.

## Biographie
Après un master de lettres modernes, Léo Henry a mené de front le début de sa carrière littéraire et des "petits boulots". Il a voyagé aux États-Unis et vécut au Brésil, présents dans son œuvre. À partir de la fin des années 2000, Léo Henry entame une collaboration avec Jacques Mucchielli (décédé en 2011), de laquelle naissent quatre livres. La modernité, la musique populaire ou encore la boisson et les bistrots font partie de ses sujets de prédilection,.
Sa nouvelle Les Trois livres qu'Absalon Nathan n'écrira jamais, parue dans le recueil Retour sur l’Horizon, est récompensée du Grand prix de l'Imaginaire 2010 dans la catégorie « Meilleure nouvelle francophone ».
En avril 2018, Léo Henry publie aux éditions indépendantes La Volte le livre Hildegarde, un roman biographique teinté de merveilleux, évoquant la figure de la religieuse, compositrice, poétesse et botaniste allemande Hildegarde de Bingen,.

## Œuvre

### Œuvres littéraires
- Les Cahiers du labyrinthe. - Montpellier : Éd. de l'Oxymore, 2003. - 245 p. - (Collection Épreuves ; 3). -  (ISBN 2913939287)

- Cycle Yirminadingrad :
  - Yama Loka Terminus : Dernières Nouvelles de Yirminadingrad avec Jacques Mucchielli. - Montreuil : l'Altiplano, 2008. - 315 p. -  (ISBN 9782353460212) - Réédition, Gallimard, coll. « Folio SF » no 741, 2024, 400 p.  (ISBN 978-2-07-303457-1)
  - Bara Yogoï : Sept Autres Lieux : nouvelles avec Jacques Mucchielli. - Evry : Dystopia, 2010. - 146 p. -  (ISBN 9782953595109)
  - Tadjélé : Récits d'exil avec Jacques Mucchielli, Stéphane Perger, Laurent Kloetzer)[7]. - Evry : Dystopia, 2012. - 346 p. -  (ISBN 9791091146005)
  - Adar : Retour à Yirminadingrad avec Stéphane Beauverger, Sabrina Calvo, Alain Damasio, Mélanie Fazi, Vincent Gessler, Sébastien Juillard, Laurent Kloetzer, Norbert Merjagnan, Luvan, Anne-Sylvie Salzman et Maheva Stephan-Bugni). - Evry : Dystopia, 2016. - 309 p. -  (ISBN 9791091146227)

- Rouge gueule de bois : derniers jours de Fredric Brown. - Clamart : la Volte. - 333 p. -  (ISBN 9782917157145)
- Sur le fleuve avec Jacques Mucchielli). - Évry : Dystopia workshop, 2013. - 191 p. -  (ISBN 9791091146043)
- Le diable est au piano / nouvelles réunies par Richard Comballot. - Clamart : la Volte, 2013. - 426 p. -  (ISBN 9782917157299)
- Le Casse du continuum : cosmique fric-frac. - Paris : Gallimard, 2014. - 292 p. -(Folio SF ; 479). -  (ISBN 9782070451470)
- Philip K. Dick goes to Hollywood. - Chambéry : ActuSF, DL 2015. - 124 p. -(Les 3 souhaits). -  (ISBN 9782917689998). Réédition Strasbourg : Les règles de la nuit, Oct. 2023. -  (ISBN 9782956420149)
- La Panse. - Paris : Gallimard, 2017. - 288 p. - (Folio. Science-fiction ; 569). -  (ISBN 9782070469741)
- La ballade de Gin & Bobi : et autres récits de Point du jour avec Stéphane Perger. - Paris : Scylla, 2017. - 169 p. -  (ISBN 9782954930381).  La couverture a un titre résumé en Point du jour.
- Hildegarde. -  Clamart (Hauts-de-Seine) : La Volte, 2018. -  (ISBN 9782370490612)
- Twin Peaks 90210. -  Strasbourg : Les Règles de la nuit, 2018. -  (ISBN 9782956420101)
- L'autre côté. - Paris : Éditions Payot & Rivages, 2019. -  (ISBN 9782743646165)
- Tresses. Souvenirs du Narratocène[8] avec les illustrations de Denis Vierge. - Paris : Dis Voir, 2019. - (contes illustrés pour adultes). -  (ISBN 9782914563932)
- Thecel. - Paris : Gallimard, 2020. - 288 p. - (Folio. Science-fiction ; 655). -  (ISBN 9782072849633)
- Héctor. - Paris : Rivages, 2023. - 201 p. - (Littérature francophone). -  (ISBN 9782743658397)
- Milles Saisons : tome 1, La Géante et le Naufrageur. - Le Bélial, 2023. - 412 p. -  (ISBN 9782381630908)
- Cent vingt (nouvelles), Postface de luvan. - La Volte, 2023. - 896 p. -  (ISBN 9782370492265)
- Milles Saisons : tome 2, L'Éveil du Palazzo. - Le Bélial, 2024. - 384 p. -  (ISBN 978-2-38163-145-5)

### Œuvres numériques
- Le Naurne, avec luvan et Laure Afchain, 2014-2015 : www.lenaurne.fr.
- Sisifo : la Bataille de la Cité universitaire de Madrid, avec luvan, Laure Afchain, Nicolas Chesnais, 2017-2018 : sisifo.site.

### Nouvelles
- Les Trois livres qu'Absalon Nathan n'écrira jamais, dans Retour sur l’Horizon, Denoël, 2009 [4]

### Bande dessinée
- Sequana (scénario, dessiné par Stéphane Perger), 2008-2010 :
  - Le Guetteur mélancolique, 2008
  - La Cathédrale engloutie, 2009
  - Le Pyrogène (scénario), 2009
- Rainbow Mist (scénario, dessiné par Fred Boot)

### Jeux de rôles
- Scénarios pour la 3e édition de In Nomine Satanis/Magna Veritas
  - Encyclopedia Spirits 1 (juillet 2000, collaboration au supplément INS/MV de In Studio)[9]
  - Encyclopedia Spirits 1 (juillet 2001, collaboration au supplément INS/MV de In Studio)[9]
  - Old School (décembre 2001, directeur de rédaction du supplément INS/MV de In Studio)[9]
  - Le Guide de la Troisième Force (juin 2002, directeur de rédaction du supplément INS/MV de In Studio)[9]
- Collaboration à la 4e édition de In Nomine Satanis/Magna Veritas (juin 2003, Asmodée Éditions)[9]
- Fire and Ice volumes 1 et 2 (Campagnes pour la 4e édition de In Nomine Satanis/Magna Veritas - septembre et novembre 2003, en collaboration)[9]
- J'adore ce que vous faites ! : scénario pour In Nomine Satanis/Magna Veritas publié en 2001 dans Casus Belli[9]

## Quelques remarques

### Formes courtes
La production littéraire de Léo Henry est surtout orientée vers les formes courtes : nouvelles, mais aussi textes expérimentaux comme les cent bistrots.

### Cahiers du Labyrinthe
Le premier recueil de nouvelles de Léo Henry, les Cahiers du Labyrinthe, a été publié en 2003 aux éditions de l'Oxymore, et en édition augmentée en 2012 au format électronique aux éditions Dystopia .

### Cycle Yirminadingrad
L'action de Yama Loka Terminus, de Bara Yogoï et de Tadjélé se réfère au même univers fantastique centré sur Yirminadingrad .

### Rouge gueule de bois
Dans son premier roman Rouge gueule de bois, publié par La Volte en 2011, Léo Henry explore le thème de la difficulté à créer et de la boisson autour des figures de Roger Vadim et de Fredric Brown en quête du crime parfait lors d'un voyage circulaire des hauts du Nouveau-Mexique aux déserts de Basse-Californie, à la manière du Road Movie ,,,.

### Sur le fleuve
De même que les recueils de nouvelles Yama Loka Terminus et Bara Yogoï, le second roman de Léo Henry a été coécrit avec Jacques Mucchielli.

## Prix et distinctions
- Grand prix de l'Imaginaire 2010 de la Meilleure nouvelle francophone pour Les Trois livres qu'Absalon Nathan n'écrira jamais (dans Retour sur l’Horizon, Denoël)[4]
- Prix Imaginales 2021 du Meilleur roman francophone pour Thecel[17]